# Antenna Sud
Antenna Sud è un brand della Canale 85 S.r.l. , società facente capo al Gruppo Editoriale dell'imprenditore Domenico Distante. La sede legale è a Francavilla Fontana, via per Grottaglie, km 2,00 in provincia di Brindisi, la quale ospita gli uffici amministrativi e gestionali della Canale 85 S.r.l. oltre agli studi televisivi dell'emittente televisiva corrispondente al canale 85 del digitale terrestre.
È tra le più seguite nel meridione.
Antenna Sud - Bari, emittente televisiva corrispondente al canale 13 del digitale terrestre i cui studi televisivi hanno sede a Bari, in viale Europa, 22 registrata come testata giornalistica il 9 maggio 1980 con trascrizione nell'albo del Tribunale di Bari.
Varie vicissitudini, succedutesi negli anni, determinarono l'insolvenza e la decozione dell'emittente con aste periodiche deserte.
Nel 2016 la svolta: Domenico Distante acquista il canale decotto per 1,35 milioni di euro. Sostanzialmente Antenna Sud, dal 2016, è semplicemente una divisione di Canale 85 S.r.l. pur conservando autonomia come testata editoriale.
Canale 85 - Francavilla Fontana, nata dalle ceneri di TRCB (Tele Radio Città Bianca, DTT 85). Il 31 marzo 2016 la nuova iniziativa editoriale è registrata presso il Tribunale di Brindisi.
Tele Onda - Gallipoli, acquistata nel 2019 e operante sul canale 90 DTT. Con l'acquisizione viene rinominata in Antenna Sud - Tele Onda.
L'ultimo riordino dei canali risale a Natale 2020. Canale 85 S.r.l. assume la sola veste giuridica di controllo di tre testate editoriali: 
- Antenna Sud 14 (DTT 14, Bari) Puglia e Basilicata;
- Antenna Sud 85 (DTT 85, ex Canale 85,  Francavilla Fontana) per le province di Taranto, Brindisi e Lecce;
- Antenna Sud 90 (DTT 90, ex Tele Onda, Gallipoli) per le province di Bari, Barletta-Andria-Trani e Foggia.

Col refarming (abbandono delle tv in ordine alla banda dei 700 MHz a favore dei gestori 5G), l'emittente, a seguito dei punteggi assegnazione MISE, si riposiziona, nel corso di aprile 2022, sui seguenti canali:
- Antenna Sud (ex canale 13 con sede a Bari) sintonizzata sul 14 del DTT di Puglia e Basilicata;
- Antenna Sud Extra (ex canale 85 con sede a Francavilla Fontana) sintonizzata sul 92 del DTT a livello interprovinciale.

## Radio
In passato, il gruppo editoriale operava anche con Radio Antenna Sud sulla frequenza dei 98.9 MHz.
Dal 1º maggio 2016 l'emittente radiofonica viene rilevata spenta.
Nel settembre 2016 la frequenza viene riaccesa con portante muta monofonica senza RDS. A distanza di pochi giorni, la radio torna a trasmettere regolarmente. L'unica modifica attuata concerne lo spostamento del traliccio di trasmissione. Dapprima il segnale veniva diffuso da Bari, in viale Unità di Italia, poi (dopo la sua riaccensione) da viale Quinto Ennio. Con la vendita all'asta dell'emittente televisiva, il canale radiofonico sarà ceduto per 185.000 euro a società terza facente capo a parlamentare barese.
Il 20 gennaio 2017 Radio Antenna Sud chiude i battenti e cede la frequenza 98.9 a Radio Manbassa.
Il 22 giugno 2022 Radio Antenna Sud riapre i battenti ereditando le frequenze da Radio 85, facente parte del Gruppo Editoriale Distante. A guidare l'emittente è sempre il direttore responsabile Giovanni Cannalire. La sede dell'emittente radiofonica è nel cuore del centro abitato, tra piazza Umberto I e via Regina Elena. 
Allo stato, l'emittente irradia in FM tramite tre frequenze: 
- 93,5 Mhz per Francavilla Fontana; 
- 94,4 Mhz per Brindisi; 
- 88,6 Mhz per Taranto. 

## Curiosità
È l'unica emittente regionale d'Italia ad avere corrispondenti a Roma che si occupano di politica nazionale all'interno dell'emittente Tv e dell'emittente Radio.